# Gregory Reinhart
Pour les articles homonymes, voir Reinhart.
Gregory Reinhart, né le 18 juin 1951 à Pavilion dans l’État de New York est un chanteur d'opéra d'origine américaine. Il acquiert la nationalité française par décret en 2014. Il réside à Paris.

## Biographie

### Formation
Avant de venir en France, Gregory Reinhart reçut une formation au Conservatoire de musique de la Nouvelle-Angleterre, où il fut l’élève de Mark Pearson, qui lui donne le goût de chanter la mélodie française. Au Conservatoire, il suit également les classes de Eleanor Steber.
Il se produit rapidement en concert avec des formations baroques ou modernes, particulièrement l'Orchestre symphonique de Boston.
Grâce à une bourse d’Ethan Ayer, il reçoit en 1974 son diplôme Bachelor of Music « avec distinction » et continue ses études afin de recevoir son diplôme Master of Music en 1977.
C’est également l’année où il poursuit sa formation au festival de musique de Berkshire (Tanglewood), grâce à une bourse de la fondation Fromm.
Pendant l'été 1978, il suit une formation intensive à Graz, à l’American Institute of Musical Studies (AIMS), dans la classe de Patricia Brinton, et profite encore une fois des cours de chant d'Eleanor Steber.
Il décide de peaufiner sa technique à Paris, et de continuer son parcours d’études avec madame Brinton. Décision déterminante pour le jeune chanteur qui rencontre rapidement le compositeur Noël Lee, et les musiciens William Christie et Jean-Claude Malgoire. A cette époque il prend également les conseils de Gérard Souzay, Pierre Bernac et Camille Maurane.
Il prépare aussi des rôles avec la pianiste Irène Aïtoff, qui l’accompagne également dans ses auditions. En 1980 il fait la connaissance du musicologue Jacques Chuilon, qui devient son partenaire, et au fil des années son unique maître de chant,,.

### Les débuts

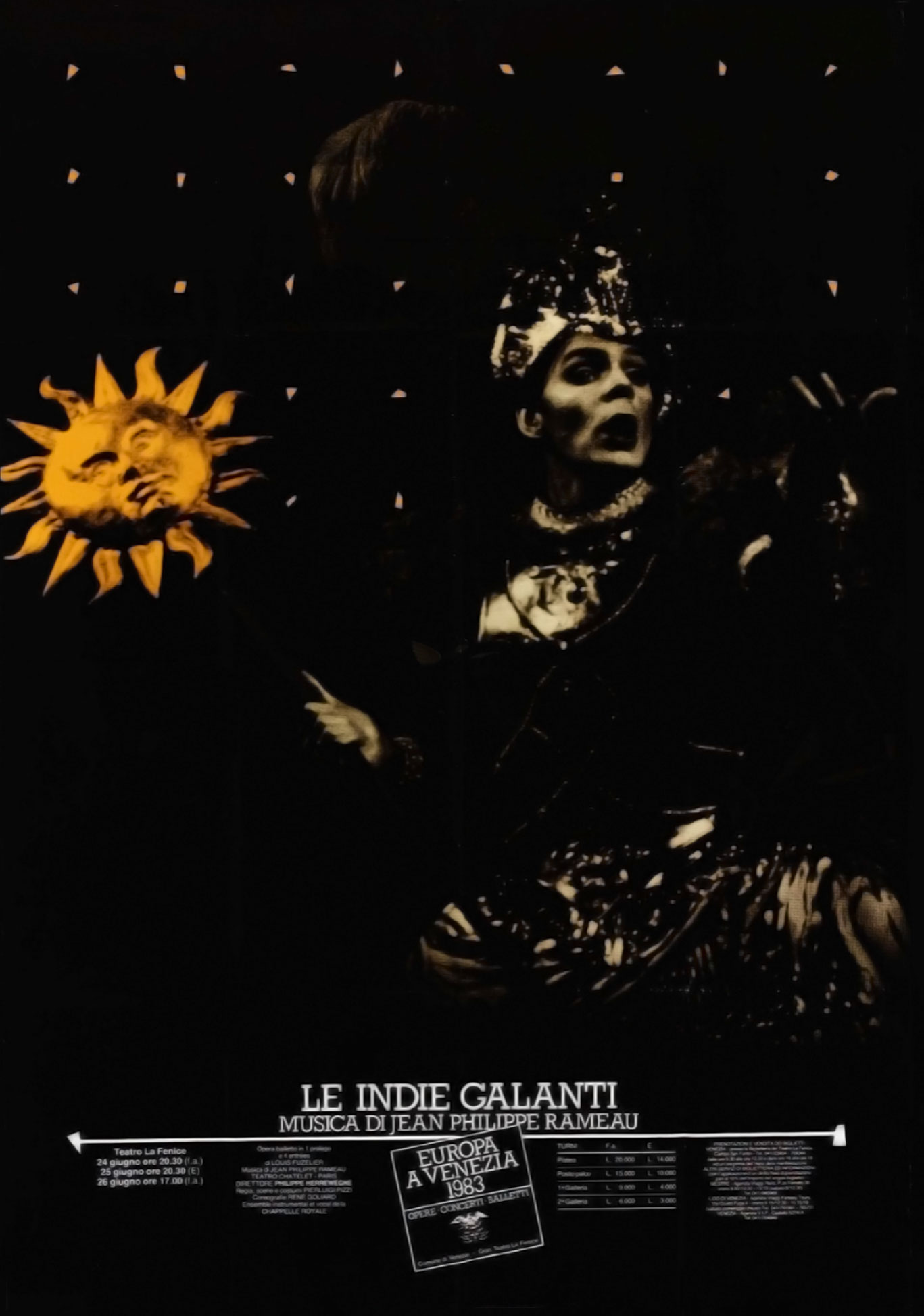
Gregory Reinhart affiche Les Indes Galantes Venise 1983

Gregory Reinhart entame sa carrière de soliste à Paris par un concert à la Conciergerie, dans la Cantate 82, Ich habe Genug de Bach, avec Jean-Claude Malgoire et La Grande Écurie et la Chambre du Roy. Ce concert est suivi d’autres avec cette formation à travers la France, dans « Le Messie » de Handel, les « Passions » de Bach, et notamment la musique des compositeurs français dont Marc-Antoine Charpentier, Delalande, Lully, Gilles, et surtout Rameau, partitions souvent données pour la première fois à notre époque. Cette période fut aussi fructueuse en collaboration discographique avec ce chef.  
Avec le rôle-titre du Roi Théodore à Venise de Paisiello, pour l’inauguration de l’Atelier Lyrique de Tourcoing à l’invitation de Malgoire, il fait ses débuts sur scène en France. Ce début fut particulièrement remarqué par les grands journaux parisiens y compris la presse nationale.
Exprimant aussi sa passion pour la recherche et la redécouverte de partitions oubliées, Reinhart devint simultanément l’un des chanteurs fondateurs des Arts florissants, l'un des piliers de cet ensemble. Il grave avec sa voix de basse certains des meilleurs enregistrements réalisés par Les Arts florissants au début des années 1980, comme Altri Canti (madrigaux des VIIe et VIIIe livres de Claudio Monteverdi) en 1981, la Pastorale sur la Naissance de N.S. Jésus-Christ H 483 de Marc-Antoine Charpentier en 1981, l'oratorio Il pecator pentito de Luigi Rossi en 1982, ou encore Il ballo delle ingrate de Monteverdi en 1983. Il reprendra le rôle de Pluton plusieurs fois dans sa carrière.
À cette même époque, Reinhart intègre le Groupe vocal de France, dirigé par John Alldis. Il y reste pour deux ans, et rencontre Olivier Messiaen et d’autres compositeurs français. Cette formation, subventionnée par l’État, fournit au jeune chanteur le double levier de salarié et résident en France, lui permettant de s’établir d’une manière définitive,,,,,.

### En France puis internationalement

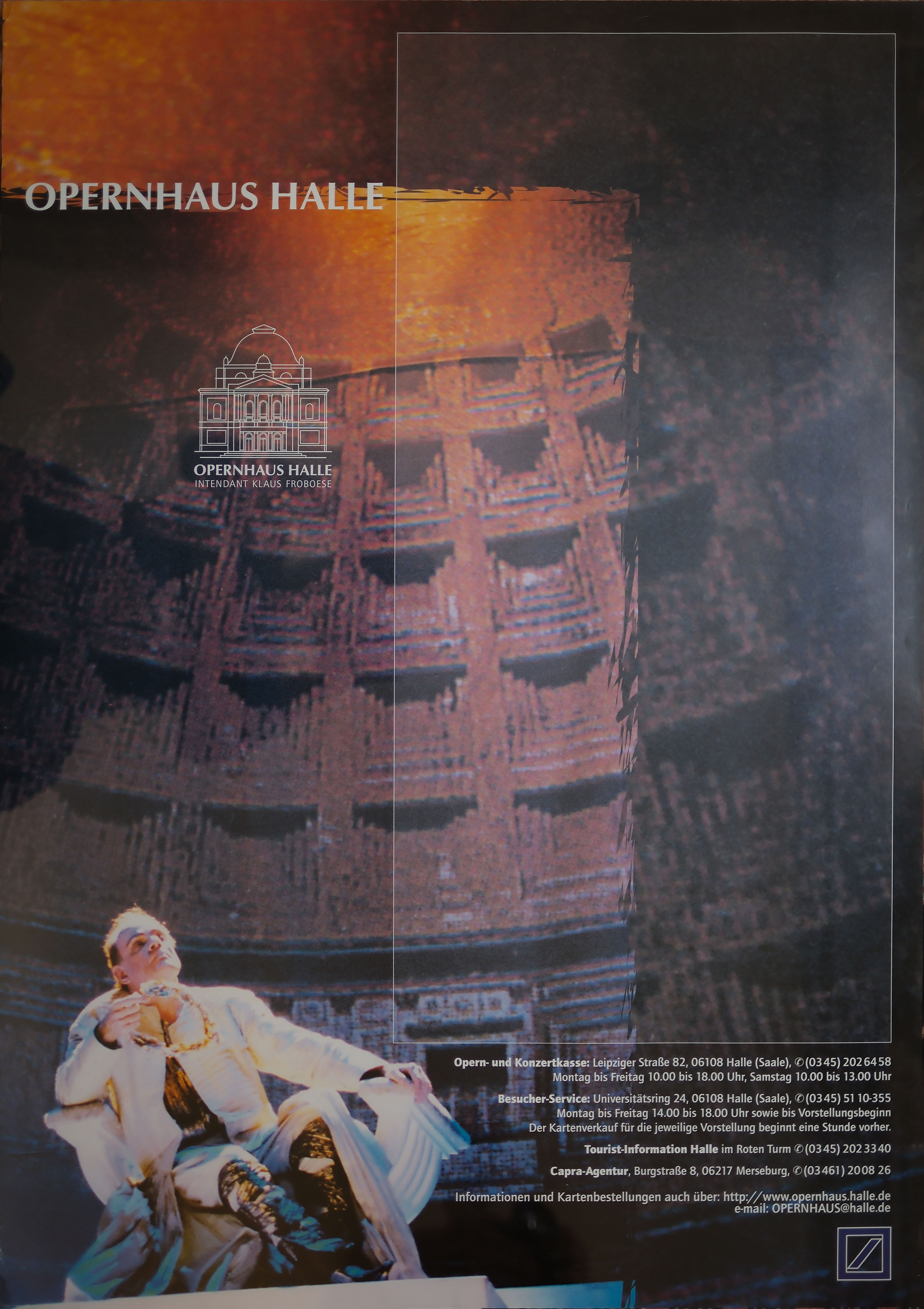
Gregory Reinhart au HändelFestspiele, Agrippina à Halle 1999

Pour les célébrations en 1983 du tricentenaire de la naissance Jean-Philippe Rameau, Gregory Reinhart est choisi pour incarner Huascar dans Les Indes galantes, avec une somptueuse production à Paris, la première à cette échelle jouée entièrement sur instruments anciens, co-produite par le Théâtre du Châtelet, La Fenice de Venise, et l’Opéra de Dijon, lieu de naissance du compositeur. Sa prestation a été diffusée à la télévision par Antenne 2 et France Musique. Il se distingue dans les décors et costumes de Pier-Luigi Pizzi, qui le promeut désormais en France et en Italie.
Gregory Reinhart chante à l'Opéra de Paris entre 1984 et 2012, d’abord dans la Salle Favart, l’Opéra Garnier, et sur la scène de la Bastille, salle qu’il inaugure dans Les Troyens, production d’ouverture en 1990. On l’entendra à l’Opéra de Paris dans plus de 200 représentations d’œuvres de compositeurs aussi variés que Cimarosa, Berlioz, Strauss, Rossini, Hindemith, Janáček, Dusapin, Fénelon, Henze et Manoury,
À Nice, où il fut invité pendant une dizaine d’années, il fait son premier Sarastro dans Die Zauberflöte, et son premier Roi Marke dans Tristan et Isolde, rôles qu’il reprendra de nombreuses fois à l’étranger, en Allemagne puis aux États-Unis.
Gregory Reinhart chante régulièrement sur des scènes françaises comme le Théâtre National de Strasbourg, Théâtre National de Bordeaux, Théâtre National de Lyon, à Nancy, Avignon et d’autres festivals comme Aix-en-Provence, Évian, ou Orange au Festival de l’Art Lyrique.

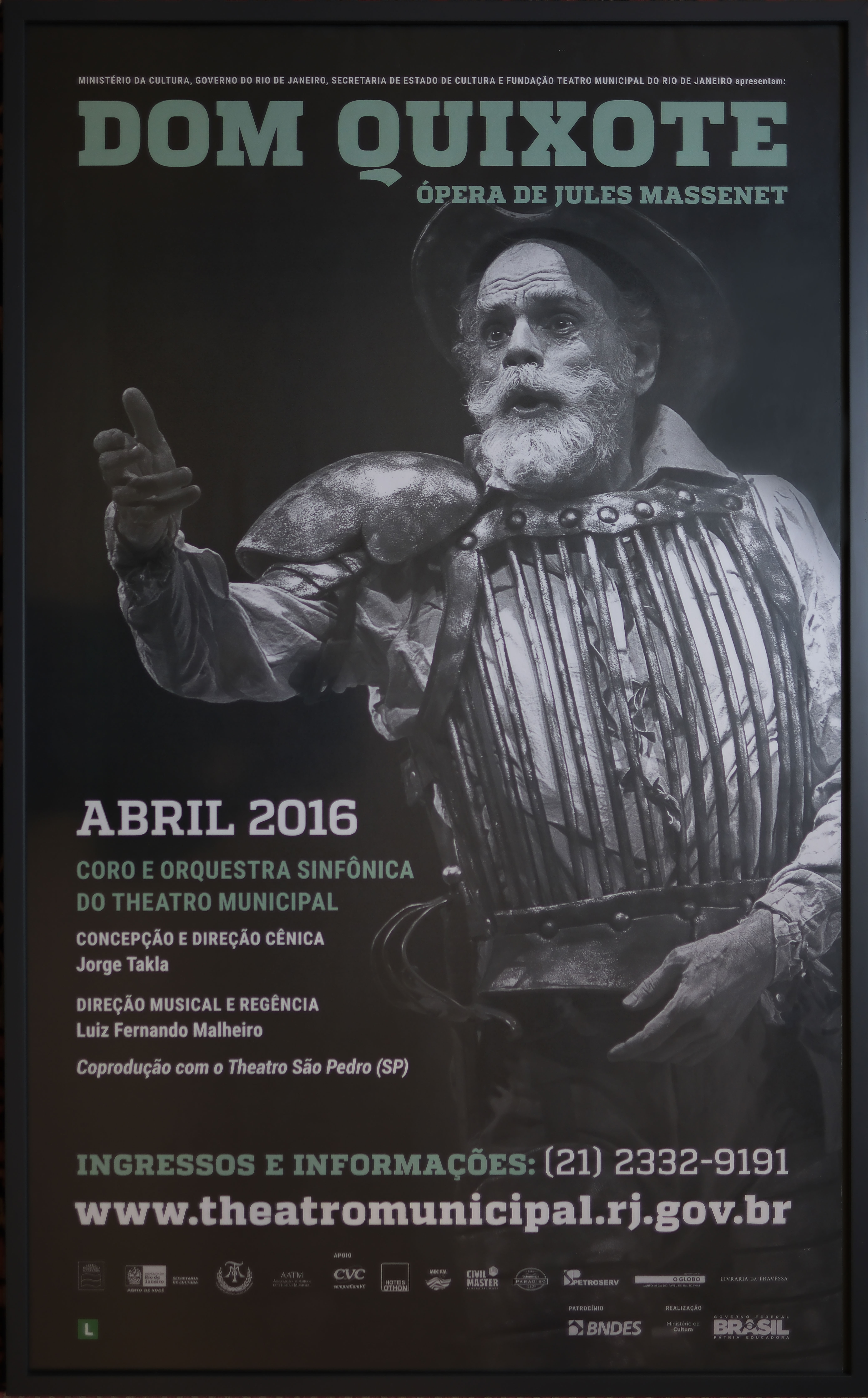
Affiche Gregory Reinhart Avril 2016 Rio de Janeiro Dom Quixote

Récitaliste au répertoire très varié, il est demandé par le Théâtre du Châtelet, l’Auditorium des Halles, l’Opéra de Nice, le Festival d’Aix en Provence, le Festival de Saintes, pour des concerts publics de Radio France et France Musique, ou avec l’Ensemble intercontemporain, en plus de récitals privés à Paris ou Bruxelles.
À l’Opéra de Monte-Carlo, Gregory Reinhart fera la création mondiale de Basil Hallward dans le Dorian Gray de Lowell Liebermann.
En Italie, Gregory Reinhart est invité par le Rossini Festival de Pesaro pour le Gouverneur du Comte Ory, rôle qu’il reprendra ensuite à Venise dans le Théâtre La Fenice, puis à Lyon, Nice et Toulouse, et enfin au Festival d’Aix-en-Provence. Pour The Royal Opera House, Covent Garden, il étrenne le rôle de Zuniga de Carmen, en Israël, au Jerusalem Festival, en plein air sous les étoiles devant les remparts de la vieille ville. Aux États-Unis, Reinhart incarne le Commandeur de Don Giovanni au Festival de Santa Fe, rôle qu’il reprend plus tard pour inaugurer le Festival Lacoste créé par Pierre Cardin en Provence, puis à Avignon.
Reinhart vient plusieurs saisons au Festival Händel à Halle an der Saale, Allemagne (ville de naissance du compositeur), d’abord avec Zoroastro dans Orlando, rôle qu’il avait déjà chanté de nombreuses fois en Hollande, en France, et en Italie avec Ton Koopman et son Orchestre Baroque. Après son incarnation du rôle de Claudio, dans Agrippina, Reinhart est invité au New York City Opera pour incarner ce même personnage. Ceci lui vaut une invitation à revenir la saison suivante pour exploiter ses ressources humoristiques avec Pooh-Bah, dans The Mikado.
Son début à San Francisco au War Memorial Opera House eut lieu dans le rôle du magicien Tchelio de L’Amour des Trois Oranges (version originale française) sous les auspices de L’ONU, célébrant leur 50e anniversaire, dirigé par Kent Nagano. Créée à Lyon, puis donné à Strasbourg et au Festival d’Aix en Provence, puis San Francisco, cette production fut enregistrée et produite en DVD.
L’Opéra de San Carlo de Lisbonne l’engage pour chanter Hagen dans Götterdämmerung. Ensuite le Theatro Municipal de São Paulo (Brésil) le demande pour Hunding dans Die Walküre, qui lui ouvre une nouvelle carrière au Brésil : successivement Hagen de Götterdämmerung, Osmin dans L’Entführung aus dem Serail, enfin Don Quichotte de Massenet.
Au Metropolitan Opera de New York Gregory Reinhart eut l’occasion de débuter dans le Deuxième homme d’armes de Die Zauberflöte sous la direction de James Levine; depuis il est invité comme artiste principal pour préparer des rôles de Wagner comme le Roi Marke, Gurnemanz, Landgraf, Fasolt, Hunding et Hagen. Il y travaille également comme doublure pour les rôles de Sarastro et le Commendatore.
Avec The Washington National Opera, il incarne le Vieillard hébreu de Samson et Dalila sous la direction de Plácido Domingo, rôle qu’il avait abordé en concert avec James Conlon et l’Orchestre de Paris. Ce personnage lui permit également de se produire à l’Opéra de San Diego en Californie.
Dans le répertoire français qu’affectionne particulièrement Gregory Reinhart il faut mentionner son interprétation d'Arkel dans Pelléas et Mélisande dirigé par Bernard Haitink en 2007 au Théâtre des Champs-Élysées, filmé par ARTE, son incarnation en 2012 du vieux soldat Mucien dans le Bérénice du compositeur français Albéric Magnard à New York au Carnegie Hall, avec l’Amercian Symphony Orchestra, mais surtout son Don Quichotte de Massenet, une production créée pour lui au Brésil, coproduction du Teatro São Pedro à São Paulo et du Théâtre municipal de Rio de Janeiro, et nommée « Meilleur Production de l’Année » en 2016. Avec ce rôle, Gregory Reinhart présenta ses adieux à la scène,,,.

## Discographie sélective
- Amy, Gilbert : Missa cum jubilo (soliste basse), Orchestre de Paris, Peter Eötvös, Erato
- Bach, Johann-Sebastian : Bauern-Kantate, Kaffee-Kantate, Linde-Consort, Hans-Martin Linde, EMI
- Beethoven, Ludwig van : Symphony No. 9 (soliste basse), The Academy of Ancient Music, Christopher Hogwood, L’Oiseau-Lyre
- Berlioz, Hector : L’Enfance du Christ (le Père de famille), Orchestra della Svizzera Italiana, Serge Baudo, Forlane
- Boismortier, Joseph Bodin de : Les Quatre Saisons (Basse), Radio France, Le Chant du Monde
- Campra, André : Tancrède (Isménor), Festival d’Aix-en-Provence, La Grande Écurie et la Chambre du Roi, Jean-Claude Malgoire, Erato
- Cesti, Antonio : L’Orontea (Creonte), Concerto Vocale, René Jacobs, Harmonia Mundi
- Charpentier, Marc-Antoine : Le Jugement de Salomon (Dieu), Ensemble Stradivaria, Paul Colléaux, Arion
- Charpentier, Marc-Antoine : Messe de Minuit (basse), La Grande Écurie et la Chambre du Roi, Jean-Claude Malgoire, CBS Masterworks
- Delalande, Michel-Richard : Miserere (basse), La Grande curie et la Chambre du Roi, Jean-Claude Malgoire, CBS Masterworks
- Fauré, Gabriel : Mélodies avec Dalton Baldwin, piano, Harmonia Mundi
- Haendel, Georg-Friedrich : The Messiah (soliste basse), enregistrement Live, The Sixteen and  The Amsterdam Baroque Orchestra, Ton Koopman, Erato
- Haendel, Georg-Friedrich : Tamerlano (Leone), La Grande Écurie et la Chambre du Roi, Jean-Claude Malgoire, CBS Masterworks
- Haendel, Georg-Friedrich : Saul (Saul), Collegium Cartusianum, Köln, Peter Neumann, DG Gold
- Kirchner, Volker David : Missa Moguntina (soliste basse), Mainzer Domorchester, Mathias Breitschaft
- Lully, Jean-Baptiste : Alceste (Caron) Théâtre des Champs-Élysées, La Grande Ecurie et la Chambre du Roi, Jean-Claude Malgoire, Disques Montaigne
- Monteverdi, Claudio : Il ballo delle ingrate (Plutone), Les Arts florissants, William Christie, Harmonia Mundi
- Monteverdi, Claudio : Il ballo delle ingrate (Plutone), La Grande Écurie et la Chambre du Roi, Jean-Claude Malgoire, CBS Masterworks
- Monteverdi, Claudio : L’Incoronazione di Poppea (Seneca), La Grande Écurie et la Chambre du Roi, Jean-Claude Malgoire, CBS Masterworks
- Monteverdi, Claudio : L’Incoronazione di Poppea (Seneca) City of London Baroque Sinfonia, Richard Hickox, Virgin Classics/Technics
- Mozart, Wolfgang Amadeus : Requiem (soliste basse), La Grande Ecurie et la Chambre du Roi, Jean-Claude Malgoire, CBS Masterworks
- Prokofiev, Serge : L’Amour de Trois Oranges (Tchélio), Opéra de Lyon, Kent Nagano, Virgin Classics
- Rameau, Jean-Philippe : Zoroastre (Abramane, Grand-Prêtre d’Ariman), La Petite Bande, Sigiswald Kuijken, EMI Harmonia Mundi
- Rameau, Jean-Philippe : Les Paladins (Anselme), La Grande Écurie et la Chambre du Roi, Jean-Claude Malgoire, Disques Pierre Vernay
- Rameau, Jean-Philippe : Cantate Profanes : Aquilon et Orithie, Les Amants Trahis, Radio France, Le Chant du Monde
- Rameau, Jean-Philippe : Le Temple de la Gloire (L’Envie, Bélus, Junie) La Grande Écurie et la Chambre du Roi, Jean-Claude Malgoire, CBS Masterworks
- Rameau, Jean-Philippe : Dardanus, extraits (Anténor), La Grande Écurie et la Chambre du Roi, Jean-Claude Malgoire, CBS Masterworks
- Strauss, Richard : Daphné (Dritter Schäfer), Renée Fleming et WDR Symphonieorchester Köln, Semyon Bychkov, Decca[17],[18]

## Télévision
- ARTE Pelléas et Mélisande (Arkel) Claude Debussy, Théâtre des Champs-Élysées, Bernard Haitink
- France 2 Les Indes galantes (Huascar, Bellone), Jean-Philippe Rameau, Théâtre du Châtelet, Philippe Herreweghe
- France 2 Les Troyens (Narbal) Hector Berlioz, Opéra de Paris / Bastille, Myung-Whun Chung
- France 2 Guillaume Tell (Lieutold) Gioachino Rossini, Opéra de Paris / Bastille, Bruno Campanella

## DVD
- L’Amour des Trois Oranges (Tchélio), Serge Prokofiev, Opéra de Lyon, Kent Nagano, Virgin Classics